# Bernardas Recoletas
Bernardas Recoletas ist der Name eines Reformzweigs der spanischen Zisterzienserinnen, der von 1593 bis ins 19. Jahrhundert bestand.

## Geschichte

### Die Recolección
Die Recolección („Sammlung“, vgl. lateinisch recollectio und französisch récollection) ist eine im Gefolge des Konzils von Trient entstandene Reformbewegung in spanischen Klöstern. So gründete 1589 der Augustiner Alfonso von Orozco in Madrid die Moniales Ordinis Augustinianorum Recollectorum (spanisch: Orden de Monjas Agustinas Recoletas), die heute noch bestehen. Voraufgegangen war 1583 in Südfrankreich die Reform der Franziskaner durch François Doziech, der die reformierten Brüder „Récollets“ nannte. Besondere Ausprägung erhielt die Recolección ab 1593 auch bei den spanischen Zisterzienserinnen, deren reformwilliger Teil sich als Orden oder Kongregation der Bernardas Recolectas (später: Recoletas; auch: Recoletas Bernardas, „strengere Bernhardinerinnen“) konstituierte.

### Von Gradefes über Perales nach Valladolid
Die Initialzündung ging 1593 vom Kloster Gradefes aus, das mit Hilfe der von Gradefes (wo sie Äbtissin war) nach Las Huelgas gewechselten reformbereiten und einflussreichen Nonne Catalina von Kastilien die Zustimmung des Aufsicht führenden Klosters Las Huelgas erreichte, sodass die zufällig frei werdende Stelle der Äbtissin im Zisterzienserinnenkloster Perales mit Catalina de la Santísima Trinidad besetzt und Perales zur Wiege der Recolección werden konnte. Im Zusammenwirken von Catalina, Las Huelgas, Vertretern der Männerklöster, dem König und dem päpstlichen Nuntius wurden zwei weitere Maßnahmen entscheidend für den Erfolg der Reform. Zuerst die den Empfehlungen des Konzils folgende Verlegung des Klosters Perales in die Stadt Valladolid samt Neubenennung als Kloster Santa Ana, ferner die Konzentration von reformwilligen Nonnen aus mehreren Klöstern in Valladolid bei gleichzeitiger Aufteilung der reformunwilligen Nonnen von Perales auf andere Klöster.

### Konsolidierung der Bewegung
Nachdem man am 21. November 1594 in Perales bereits begonnen hatte, die Reform zu praktizieren, machte der Einzug in Valladolid am 18. Dezember 1595 den Weg endgültig frei, da nun ein homogener Konvent entstand, der bald auch weitere Neugründungen besiedelte. Unter der neuen Äbtissin Ursula de Christo kam es am 16. Februar 1597 zu einer zweiten Profess der Nonnen, die gelobten: « Yo Soror N. ratifica la profesión que hice en el Monasterio de N. y prometo de guardar la Regla de N.P.S. Benito a la letra, como en ella se contiene, sin dispensación, y lo firmo de mi nombre en presencia de… » (…und verspreche, die Regel des hl. Benedikt wörtlich zu befolgen, so wie sie da steht und ohne Dispens…). Die von Papst Clemens VIII. (durch seinen Nuntius) gebilligte Regel wurde 1604 gedruckt und trägt den Titel: Constituciones de las Monjas Recolectas Bernardas conforme à los sagrados Concilios, y Regla del Santissimo Patriarca San Benito („Konstitutionen der Bernhardinerinnen von der « Sammlung » in Übereinstimmung mit den heiligen Konzilien und der Regel des hochheiligen Kirchenvaters Benedikt“). Im Vorspann des Textes wird ausdrücklich auf das Kloster Santa Ana Bezug genommen. 1606 wurde der Text von Papst Paul V. neuerlich approbiert. Catalina, der ursprüngliche Motor der Reform, war bereits am 20. Mai 1600 verstorben.

### Weitere Entwicklung
Die Reformbewegung erfasste auch weitere bestehende Konvente, und mehr als einmal kam es zur Trennung der Konvente in reformierte Bernardas Recoletas einerseits und traditionelle Zisterzienserinnen andererseits. Letztlich mündete die Reformbewegung mehrheitlich in die heutige Zisterzienserinnenkongregation San Bernardo (C.C.S.B.), wenn auch einzelne Klöster den Weg in die Allgemeine oder in die Strengere Observanz des Zisterzienserordens nahmen.